# Braveheart
Pour les articles homonymes, voir Braveheart (homonymie).
Pour plus de détails, voir Fiche technique et Distribution.
Braveheart ou Cœur vaillant au Québec est un film américain réalisé par Mel Gibson et sorti en 1995.
Il raconte de manière romancée la vie de William Wallace, interprété par Mel Gibson, héros et symbole de l'indépendance écossaise, qui à la fin du XIIIe siècle, affronta, à la tête des clans écossais unis, les troupes du roi Édouard Ier d'Angleterre qui tentait d'envahir l'Écosse. Le film a remporté cinq oscars à la 68e cérémonie, dont ceux du meilleur film et du meilleur réalisateur. Cependant, le film contiendrait des erreurs historiques, principalement liées au fait que le film est inspiré d'un poème épique du XVe siècle lui-même critiqué pour sa partialité historique : The Wallace.

## Synopsis

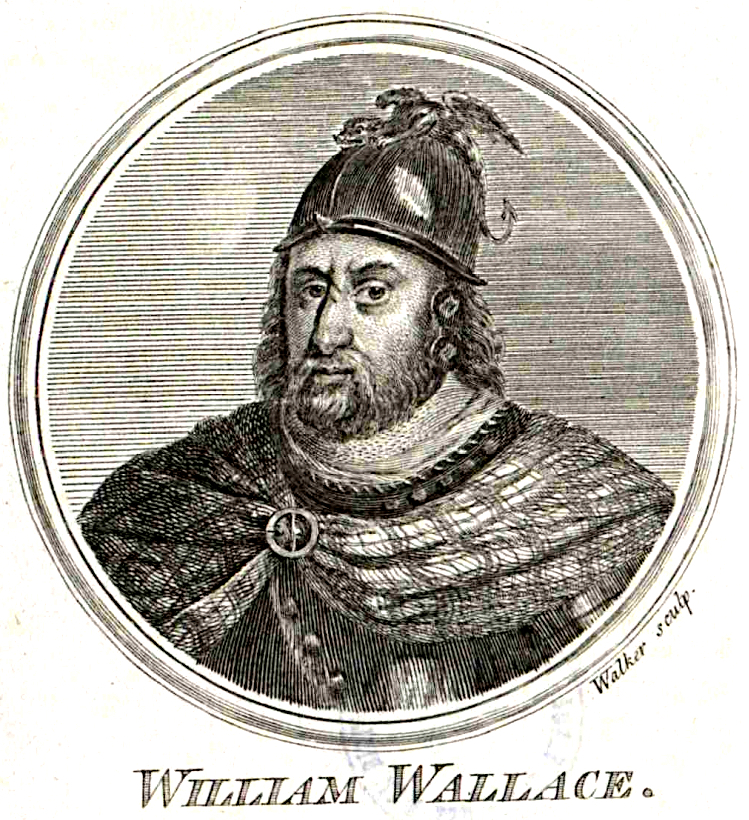
William Wallace, personnage historique sur lequel le film est basé.

À la fin du XIIIe siècle (1280), Édouard Ier d'Angleterre, surnommé (aux) Longues-jambes mais aussi le Marteau des Écossais par les Anglais, occupe une bonne partie du Sud de l'Écosse. Son oppression conduit à la mort du père et du frère du jeune William Wallace. Des années plus tard, après que Wallace a été élevé à l'étranger par son oncle, les Écossais continuent de vivre sous les lois cruelles d'Édouard Ier. Wallace revient dans son village natal avec l'intention de vivre comme paysan et d'éviter de s'impliquer dans les troubles qui agitent le pays. Il retrouve son amie et amour d'enfance, Murron MacClannough, à laquelle il montre le chardon, soigneusement préservé, qu'elle lui avait donné quand ils étaient enfants. Les deux jeunes gens se marient en secret afin d'éviter le décret du droit de cuissage que le roi a énoncé. Plus tard, quand un soldat anglais brutalise Murron et tente de la violer, Wallace vole à son secours. Il l'aide à monter à cheval pour qu'elle s'échappe pendant qu'il retient les soldats. Mais elle est finalement capturée et le shérif lui coupe la gorge en public, en proclamant : « une attaque contre les soldats du roi est pareille à une attaque contre le roi lui-même ». En représailles, Wallace, bientôt rejoint par les villageois, massacre la garnison anglaise et tranche la gorge du shérif à l'endroit même où celui-ci a tué Murron, et avec le même poignard. Ainsi débute la quête de Wallace pour l'indépendance de l'Écosse.
Quand Édouard Ier apprend la nouvelle de la rébellion de Wallace, il charge son fils, le premier prince de Galles de l'Histoire, également prénommé Édouard, d'y mettre fin. Le prince Édouard est marié à Isabelle de France mais la délaisse car il est homosexuel. Pendant ce temps, Wallace et ses troupes multiplient les coups d'éclat et de nouvelles forces se joignent à lui au fur et à mesure que sa renommée grandit. Wallace inflige une cuisante défaite à l'armée anglaise envoyée contre lui lors de la bataille de Stirling. Il met ensuite à sac la cité d'York. Wallace cherche également à obtenir le soutien de Robert Bruce, solide prétendant au trône d'Écosse, mais celui-ci, malgré son admiration pour Wallace, est très influencé par son père, lépreux, qui le presse de soutenir Wallace officiellement tout en restant secrètement proche des Anglais.
Devant l'ampleur que prend la rébellion, Édouard Ier envoie la princesse Isabelle négocier la paix avec Wallace. Celui-ci refuse l'or, les titres et les terres qui lui sont offerts en échange de sa soumission et fait forte impression sur Isabelle, qui s'attendait à rencontrer un barbare assoiffé de sang et non un homme cultivé. Plus tard, apprenant qu'Édouard Ier prépare une attaque surprise contre Wallace, Isabelle envoie sa suivante le prévenir du danger. Wallace tente d'unir les nobles écossais contre les Anglais mais, sur le champ de bataille de Falkirk, il est trahi par les nobles Lochlan et Mornay. Les Écossais sont vaincus et Wallace découvre que Robert Bruce était dans l'état-major anglais. Il refuse néanmoins de le tuer et Bruce, saisi de remords, lui permet d'échapper à la capture. Wallace tue ensuite Lochlan et Mornay en représailles et mène désormais une guérilla contre les Anglais. Édouard Ier fait tendre une embuscade à Wallace par ses tueurs, mais prévenu à nouveau par Isabelle, il déjoue le piège et fait brûler vifs les tueurs anglais. Il retrouve Isabelle qui tombe sous son charme et couche avec lui, découvrant l'amour que son époux Édouard ne lui a pas donné.
Robert Bruce est désormais désireux de joindre ses forces à celles de Wallace mais, lors d'une rencontre organisée entre eux deux, le père de Bruce et d'autres nobles écossais les trahissent. Wallace est capturé et livré aux Anglais alors que Bruce renie son père. Wallace est emmené à Londres et condamné à mort pour haute trahison, tandis qu'Édouard Ier est désormais gravement malade et proche de la fin. Isabelle, venue voir Wallace en prison, lui offre de s'empoisonner pour échapper à la torture mais il refuse. Isabelle apprend au roi, désormais incapable de parler, que l'enfant qu'elle attend, a priori le futur Édouard III d'Angleterre, est de Wallace, et lui promet de mettre un terme à sa lignée. Wallace subit publiquement une terrible torture mais refuse d'implorer la grâce du roi. Au lieu de crier « Pitié » pour que cessent ses tourments, il hurle « Liberté », ce qu'entend le roi d'Angleterre, et les deux personnages meurent en même temps, Wallace décapité à la hache et le roi sur son lit.
Des années plus tard, Robert Bruce refuse de se soumettre à une armée anglaise et, invoquant la mémoire de Wallace, mène les Écossais à une écrasante victoire en 1314 à la bataille de Bannockburn face à Édouard II d'Angleterre, assurant l'indépendance durable de l'Écosse.

## Fiche technique
- Titre original et français : Braveheart
- Titre québécois : Cœur vaillant
- Réalisation : Mel Gibson
- Scénario : Randall Wallace
- Musique : James Horner
- Photographie : John Toll
- Montage : Steven Rosenblum
- Décors : Thomas E. Sanders
- Costumes : Charles Knode
- Maquillage : Peter Frampton (en)
- Son : Andy Nelson
- Générique : Kyle Cooper
- Sociétés de production : Paramount Pictures, Icon Productions (Mel Gibson et Bruce Davey), The Ladd Company (Alan Ladd Jr.) et B.H. Finance C.V. (Stephen McEveety)
- Sociétés de distribution : Paramount Pictures
- Budget : 72 000 000 $[2]
- Pays d'origine :  États-Unis
- Langues originales : essentiellement en anglais, partiellement en français, gaélique écossais et latin
- Format : couleurs - 2,35:1 - 35 mm - DTS - Dolby Digital
- Genre : Biopic, drame, historique et guerre
- Durée : 178 minutes
- Dates de sortie :
  - États-Unis : 18 mai 1995 (Festival de Seattle), 19 mai 1995 (première à Los Angeles), 24 mai 1995 (sortie nationale)
  - France : 4 octobre 1995
- (fr) Mention CNC : tous publics (visa d'exploitation no 88091 délivré le 8 septembre 1995)[3]
  - Film déconseillé aux moins de 12 ans à la télévision (CSA), déconseillé aux moins de 10 ans sur Club RTL (Belgique) et RTL9 (Luxembourg).
  - Film classé Accord Parental sur les premières éditions DVD.

## Distribution
- Mel Gibson (VF : Jacques Frantz ; VQ : Hubert Gagnon) : William Wallace
- Sophie Marceau (VF : elle-même ; VQ : Violette Chauveau) : Isabelle de France
- Patrick McGoohan (VF : Bernard Dhéran ; VQ : Vincent Davy) : Édouard Ier d'Angleterre
- Angus Macfadyen (VF : Bernard Lanneau ; VQ : Luis de Cespedes) : Robert le Bruce
- Brendan Gleeson (VF : Marc Alfos ; VQ : Benoît Rousseau) : Hamish Campbell
- Jeanne Marine (VF : elle-même) : Nicolette
- Peter Hanly (VF : Denis Laustriat ; VQ : Jacques Lavallée) : Prince Édouard
- Catherine McCormack (VF : Rafaèle Moutier ; VQ : Geneviève De Rocray) : Murron MacClannough
- Brian Cox (VF : Benoît Allemane ; VQ : François L'Écuyer) : Argyle Wallace
- Sean Lawlor (VF : Michel Fortin ; VQ : Jean-Luc Montminy) : Malcolm Wallace

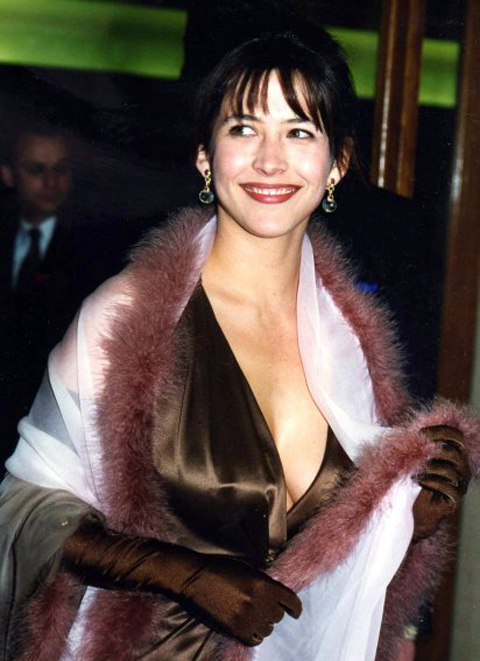
Sophie Marceau joue Isabelle de France

- David O'Hara (VF : Dominique Collignon-Maurin ; VQ : Pierre Auger) : Stephen l'Irlandais
- James Cosmo (VF : Michel Vocoret ; VQ : Claude Préfontaine) : Campbell
- Ian Bannen (VF : André Falcon ; VQ : François Cartier) : le père lépreux de Robert le Bruce
- Tommy Flanagan (VQ : Gilbert Lachance) : Morrison
- John Kavanagh (VF : Jean-Claude Balard ; VQ : Jean-Marie Moncelet) : Craig
- Alun Armstrong (VF : Michel Barbey ; VQ : Ronald France) : Mornay
- Tam White (en) (VF : Benoît Allemane ; VQ : Edgar Fruitier) : MacGregor
- John Murtagh (VF : Michel Ruhl ; VQ : Alain Clavier) : Lochlan
- Sean McGinley (en) (VF : Georges Berthomieu ; VQ : Mario Desmarais) : MacClannough
- Rupert Vansittart : lord Bottoms
- James Robinson (VF : Donald Reignoux) : William Wallace jeune
- Mhairi Calvey : Murron MacClannough jeune
- Gerard McSorley (VF : Bernard Woringer ; VQ : Jean Brousseau) : Cheltham
- Peter Mullan : vétéran

Sources et légende : Version française (VF) sur AlloDoublage et Voxofilm. Version québécoise (VQ) sur Doublage Québec

## Conception et production

### Genèse et développement
Le scénario de Braveheart se base principalement sur The Actes and Deidis of the Illustre and Vallyeant Campioun Schir William Wallace, un poème épique de Harry l'Aveugle, auteur du XVe siècle. Face aux critiques, le scénariste Randall Wallace s'est défendu ainsi : « Est-ce que Harry l'aveugle a raison ? Je ne sais pas. Je sais que cela parlait à mon cœur et c'est ce qui m'importait ».
Icon Productions, la société de production de Mel Gibson, a des difficultés à trouver des investisseurs, même en mettant en avant Mel Gibson comme tête d'affiche du film. Warner Bros. est prêt à apporter des fonds au projet si Mel Gibson accepte de signer pour un nouvel épisode de L'Arme fatale, ce que refuse l'acteur. Paramount Pictures est d'accord pour distribuer le film aux États-Unis et au Canada, à condition que la 20th Century Fox se porte comme partenaire pour les droits internationaux. Le projet de Braveheart prend tellement de temps à Mel Gibson que Luc Besson finit par abandonner l'idée de lui donner le rôle principal du Cinquième Élément, malgré l'accord de l'acteur pour tourner dans ce film. Entretemps, Mel Gibson a fait appel à Terry Gilliam pour diriger Braveheart, mais ce dernier a décliné la proposition et il a donc décidé de le réaliser lui-même[réf. à confirmer].

### Tournage

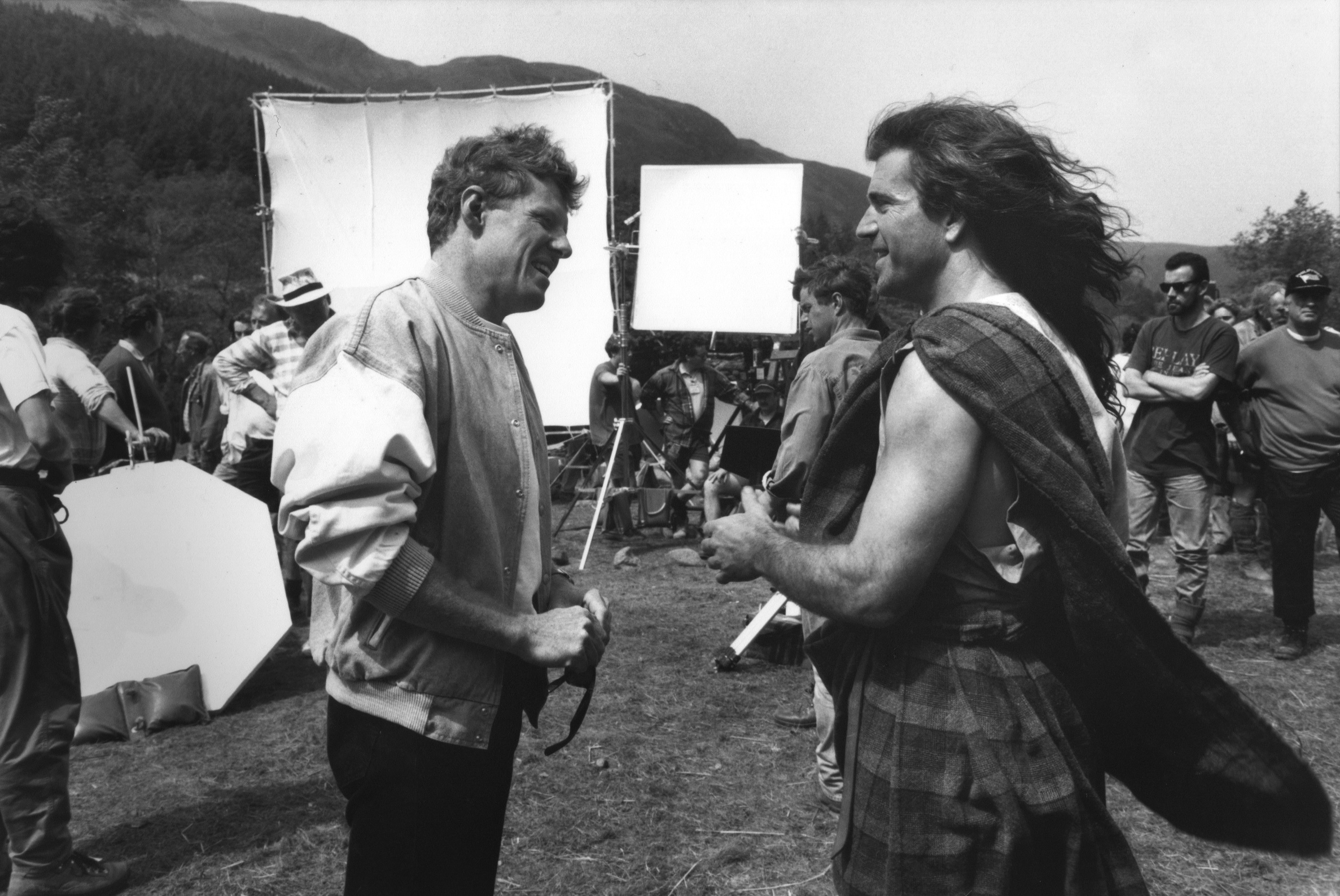
Mel Gibson lors du tournage de Braveheart en 1994.

Durant le tournage, l'équipe passe six semaines en Écosse alors que les principales scènes de bataille sont  tournées en Irlande, avec la participation de membres de la réserve de l'armée irlandaise, auxquels il a été accordé exceptionnellement le droit de se faire pousser la barbe. Pour minorer les coûts, Mel Gibson utilise les mêmes figurants pour jouer les soldats des deux camps. Le nombre de figurants monte jusqu'à 1 600 pour certaines scènes. Mel Gibson a par la suite adouci les scènes de bataille pour éviter que le film soit classé NC-17 par la MPAA.
Les séquences d'intérieur furent filmées dans les studios Ardmore, et de nombreuses scènes ont été tournées au château du Roi Jean à Limerick, qui fut déjà utilisé pour des scènes de Au-delà de la gloire de Samuel Fuller[réf. à confirmer]. Les scènes concernant le quartier général de Wallace sont elles tournées au glen Nevis. La ville fortifiée d'York est en fait le château de Trim, dans le comté de Meath en Irlande.
Mel Gibson a dit s'être inspiré des grandes épopées cinématographiques qu'il aimait dans son enfance, comme Spartacus de Stanley Kubrick ou Les Grands Espaces de William Wyler. Dans le making-of du DVD, il raconte qu'il a beaucoup appris de George Miller et Peter Weir, deux réalisateurs qui l'ont dirigé au début de sa carrière. L'atmosphère celtique du film est en partie expliquée par les origines irlandaises de Mel Gibson.

### Musique
La musique originale de Braveheart est composée et dirigée par James Horner, et interprétée par l'Orchestre symphonique de Londres. La bande originale est éditée en 1995 par le label Decca, puis un autre album, intitulé More Music from Braveheart et édité en 1997, également par Decca, proposait d'autres extraits et comportait des dialogues du film.
Liste de titres des albums
Braveheart: Original Motion Picture Soundtrack (1995) :
1. Main Title (2:51)
2. A Gift of a Thistle (1:37)
3. Wallace Courts Murron (4:25)
4. The Secret Wedding (6:33)
5. Attack on Murron (3:00)
6. Revenge (6:23)
7. Murron’s Burial (2:13)
8. Making Plans/Gathering the Clans (1:52)
9. “Sons of Scotland” (6:19)
10. The Battle of Stirling (5:57)
11. For the Love of a Princess (4:07)
12. Falkirk (4:04)
13. Betrayal & Desolation (7:48)
14. Mornay’s Dream (1:15)
15. The Legend Spreads (1:09)
16. The Princess Pleads for Wallace’s Life (3:38)
17. “Freedom”/The Execution/ Bannockburn (7:24)
18. End Credits (7:16)

More Music from Braveheart (1997) :
1. Prologue: "I shall tell you of William Wallace" (dialogue-Robert the Bruce) (3:35)
2. Outlawed Tunes on Outlawed Pipes¤ (2:03)
3. The Royal Wedding (dialogue-Robert the Bruce)¤ (2:12)
4. "The trouble with Scotland" (dialogue-King Edward the Longshanks) (0:40)
5. Scottish Wedding Music¤ (1:14)
6. Prima Noctes¤ (1:46)
7. The Proposal (dialogue-William Wallace and Murron) (6:31)
8. "Scotland is free!" (dialogue-William Wallace) (0:17)
9. Point of War/Johnny Cope/Up in the Morning Early† (2:59)
10. Conversing with the Almighty (dialogue-various) (1:20)
11. The Road to the Isles/Glendaural Highlanders/The Old Rustic Bridge by the Mill† (3:52)
12. "Sons of Scotland!" (dialogue-William Wallace) (12:09)
13. Vision of Murron¤ (1:45)
14. "Unite the clans!" (dialogue-William Wallace) (0:23)
15. The Legend Spreads (dialogue-Storytellers) (1:07)
16. "Why do you help me?" (dialogue-William Wallace and Princess Isabelle) (0:37)
17. For the Love of a Princess (4:05)
18. "Not every man really lives" (dialogue-William Wallace and Princess Isabelle) (4:09)
19. "The prisoner wishes to say a word (dialogue-The Executioner and William Wallace) (3:43)
20. "After the beheading" (dialogue-Robert the Bruce) (1:48)
21. "You have bled with Wallace!" (dialogue-Robert the Bruce) (1:22)
22. Warrior Poets (dialogue-William Wallace) (0:29)
23. Scotland the Brave† (2:47)
24. Leaving Glenhurqhart† (3:32)
25. Kirkhill† (4:08)

¤ (Previously Unreleased)    † (Traditional Bagpipe Music)

## Accueil

### Accueil critique
Braveheart recueille 77 % de critiques positives, avec une note moyenne de 7,1/10 et sur la base de 77 critiques collectées, sur le site internet Rotten Tomatoes. Il obtient un score de 68/100, sur la base de 20 critiques, sur Metacritic. En 2008, le magazine Empire l'a classé à la 320e place dans sa liste des 500 meilleurs films de tous les temps.
En France, le site Allociné propose une note moyenne de 2,6⁄5 à partir de l'interprétation de critiques provenant de 5 titres de presse.

### Box-office
Braveheart a rapporté au total 210 409 945 $ au box-office mondial (dont 75 609 945 $ aux États-Unis), se classant ainsi au treizième rang des plus grands succès cinématographiques de 1995. En France, il a réalisé 1 231 534 entrées. Il est actuellement le 696e plus grand succès de l'histoire du cinéma et le 12e plus grand succès mondial de l'année 1995.
| Pays ou région | Box-office        | Date d'arrêt du box-office | Nombre de semaines |
| -------------- | ----------------- | -------------------------- | ------------------ |
| États-Unis     | 75 609 945 $      | 9 juin 1996                | 51                 |
| France         | 1 231 534 entrées | -                          | -                  |
| Total mondial  | 210 409 945 $     | -                          | -                  |

### Controverses
Braveheart a créé la polémique à cause de son caractère extrêmement violent. Mel Gibson a eu des démêlés avec des organismes de protection des animaux qui ont cru que les chevaux utilisés dans les violentes scènes de combat étaient réels, alors qu'ils étaient en réalité faux.
Le film fut également pointé du doigt pour ses invraisemblances historiques : 
- La véritable bataille de Stirling a pour élément principal un pont. Ce pont n'apparaît pas dans le film. La bataille telle qu'elle apparaît présente plus de ressemblances avec celle de Bannockburn, citée à la fin du film.
- William Wallace n'a jamais rencontré Isabelle[25]. En 1305, année de la mort de Wallace, elle n'était pas encore mariée à Édouard II d'Angleterre (les noces n'ont lieu que trois ans plus tard) et elle n'était âgée que de 13 ans.
- Aucun Écossais ne portait de kilt à l'époque, en effet c'est un vêtement plus tardif[26], datant du XVIe siècle[27].
- La révolte des Écossais aurait, d’après le film, débuté à la suite de la pratique du droit de cuissage par les seigneurs anglais. Dans la piste audio des commentaires du film, Mel Gibson dit qu'il a inventé cette pratique qu'il a dénommée : prima nocte. En réalité, il n'existe aucune preuve que cette pratique ait existé au Moyen Âge.

Enfin, le film a été qualifié d'anglophobe,,,,.

### Version longue
Une version longue a été réalisée avec une scène principalement allongée de la torture de William Wallace, censée représenter le supplice médiéval de hanged, drawn and quartered et montrer toutes les tortures que cet homme aurait endurées.

## Distinctions
Le 25 mars 1996, Braveheart a remporté cinq oscars sur dix nominations. Parmi les autres récompenses obtenues par le film, les plus importantes sont trois BAFTA Awards et un Golden Globe.

### Récompenses
Sauf mention contraire ou complémentaire, les données sur les récompenses et les nominations sont issues du site IMDb. L'année fait référence à la tenue de la cérémonie ou la remise du prix.
| Année | Cérémonie ou récompense                          | Prix                                                     | Lauréat(es)                                                                      |
| ----- | ------------------------------------------------ | -------------------------------------------------------- | -------------------------------------------------------------------------------- |
| 1996  | Oscars                                           | Meilleur film                                            | Mel Gibson, Alan Ladd Jr., Bruce Davey                                           |
| 1996  | Oscars                                           | Meilleur réalisateur                                     | Mel Gibson                                                                       |
| 1996  | Oscars                                           | Meilleure photographie                                   | John Toll                                                                        |
| 1996  | Oscars                                           | Meilleur montage sonore                                  | Lon Bender, Per Hallberg                                                         |
| 1996  | Oscars                                           | Meilleur maquillage                                      | Peter Frampton, Paul Pattison, Lois Burwell                                      |
| 1996  | Golden Globes                                    | Meilleur réalisateur                                     | Mel Gibson                                                                       |
| 1996  | BAFTA Awards                                     | Meilleure photographie                                   | John Toll                                                                        |
| 1996  | BAFTA Awards                                     | Meilleurs costumes                                       | Charles Knode                                                                    |
| 1996  | BAFTA Awards                                     | Meilleur son                                             | Per Hallberg, Lon Bender, Brian Simmons, Andy Nelson, Scott Millan, Anna Behlmer |
| 1996  | Empire Awards                                    | Meilleur film                                            | -                                                                                |
| 1996  | MTV Movie Awards                                 | Meilleure scène d'action                                 | -                                                                                |
| 1996  | NBR Award                                        | Prix spécial de réalisation                              | Mel Gibson                                                                       |
| 1996  | WGA Award                                        | Meilleur scénario original                               | Randall Wallace                                                                  |
| 1996  | Eddie Award                                      | Meilleur montage de long métrage                         | Steven Rosenblum                                                                 |
| 1996  | Golden Reel Award                                | Meilleur montage son section effets spéciaux et bruitage | -                                                                                |
| 1996  | E Pluribus Unum Award                            | Meilleur long métrage                                    | -                                                                                |
| 1996  | ASC Awards                                       | Performances exceptionnelles en cinématographie          | John Toll                                                                        |
| 1996  | Critics Choice Awards                            | Meilleur réalisateur                                     | Mel Gibson                                                                       |
| 1996  | Prix du cercle des écrivains de cinéma (Espagne) | Meilleur film étranger                                   | -                                                                                |
| 1996  | SEFCA Award                                      | Meilleur film : seconde place                            | -                                                                                |

### Nominations
| Année | Cérémonie ou récompense | Prix                                                      | Nommé(es)                                              |
| ----- | ----------------------- | --------------------------------------------------------- | ------------------------------------------------------ |
| 1996  | Oscars                  | Meilleure musique                                         | James Horner                                           |
| 1996  | Oscars                  | Meilleur scénario original                                | Randall Wallace                                        |
| 1996  | Oscars                  | Meilleure création de costumes                            | Charles Knode                                          |
| 1996  | Oscars                  | Meilleur montage                                          | Steven Rosenblum                                       |
| 1996  | Oscars                  | Meilleur son                                              | Andy Nelson, Scott Millan, Anna Behlmer, Brian Simmons |
| 1996  | Golden Globes           | Meilleur film dramatique                                  | -                                                      |
| 1996  | Golden Globes           | Meilleure musique de film                                 | James Horner                                           |
| 1996  | Golden Globes           | Meilleur scénario                                         | Randall Wallace                                        |
| 1996  | BAFTA Awards            | Prix David Lean du meilleur réalisateur                   | Mel Gibson                                             |
| 1996  | BAFTA Awards            | Prix Anthony Asquith de la meilleure musique              | James Horner                                           |
| 1996  | BAFTA Awards            | Meilleure direction artistique                            | Thomas E. Sanders                                      |
| 1996  | BAFTA Awards            | Meilleurs maquillages et coiffures                        | Peter Frampton, Paul Pattison, Lois Burwell            |
| 1996  | Saturn Award            | Meilleur film d'action/aventures/thriller                 | -                                                      |
| 1996  | Saturn Award            | Meilleurs costumes                                        | Charles Knode                                          |
| 1996  | Saturn Award            | Meilleure musique                                         | James Horner                                           |
| 1996  | MTV Movie Awards        | Meilleur film                                             | -                                                      |
| 1996  | MTV Movie Awards        | Meilleure performance masculine                           | Mel Gibson                                             |
| 1996  | Camerimage              | Grenouille d'or                                           | John Toll                                              |
| 1996  | CAS Award               | Performances exceptionnelles en mixage son (long métrage) | Andy Nelson, Scott Millan, Anna Behlmer, Brian Simmons |
| 1996  | DGA Award               | Performances exceptionnelles en réalisation               | Mel Gibson                                             |

## Autour du film
Braveheart a suscité un intérêt considérable pour l'Écosse et l'histoire écossaise, non seulement à travers le monde, mais aussi en Écosse elle-même. Les fans viennent de partout dans le monde pour voir les endroits en Écosse, où William Wallace s'est battu pour la liberté écossaise, et aussi pour voir les lieux de tournage en Écosse et en Irlande. Une convention Braveheart s'est tenue en 1997 à Stirling le jour suivant le vote de la dévolution écossaise et en présence de 200 délégués du monde entier, dont l'auteur Randall Wallace, Wallace Seoras du Clan Wallace, l'historien écossais David Ross et Bláithín FitzGerald d'Irlande qui ont donné des conférences sur divers aspects du film. Plusieurs des acteurs y ont également assisté, dont James Robinson (William jeune), Andrew Weir (Hamish Jeune), Julie Austin (la jeune mariée) et Mhairi Calvey (Murron jeune). Le film est considéré par Lin Anderson (en), auteur de Braveheart: From Hollywood to Holyrood, comme ayant joué un rôle significatif en affectant le paysage politique écossais du milieu vers la fin des années 1990.
Dans le milieu de la musique apparentée au genre punk hardcore ou metalcore, où le public anime un pogo très violent, l'une des phases (souvent amenées par le chanteur du groupe se produisant sur scène) s'appelle le « braveheart » (ou mur de la mort — wall of death — ou encore le war). Il s'agit, dans la fosse, de séparer le public en deux : une partie à gauche de la scène, l'autre à droite, et au moment d'un top départ (souvent donné par le chanteur depuis la scène), les deux parties se ruent l'une sur l'autre avec violence. Cette appellation vient de la scène du film où les deux armées opposées se ruent l'une sur l'autre lors d'une bataille.
Le groupe de metal autrichien Summoning, dans sa chanson intitulée "A Distant Flame Before the Sun" (album Stronghold sorti en 1999) reprend les mots du magistrat royal interprété par David Gant (en) sur l'échafaud : "Now behold the awful price of treason" (voyez maintenant l'ignoble prix de la trahison). C'est l'extrait audio du film original qui est utilisé dans cette piste, elle est suivie d'une acclamation de la foule et est répétée à plusieurs reprises.

## «Suite»
En 2019, Angus Macfadyen reprend son rôle de Robert the Bruce dans Robert the Bruce de Richard Gray.